# Isabella Markham
Pour les articles homonymes, voir Markham (homonymie).
Isabella Markham (28 mars 1527 - 20 mai 1579), était une courtisane anglaise, et la favorite des dames de compagnie de la Chambre privée de la reine Elizabeth I d'Angleterre . D'une grande beauté, Isabella Markham fut la muse du poète et serviteur de la cour John Harington, qui lui écrivit des sonnets et des poèmes, avant et après leur mariage. Thomas Palfreyman lui dédia ses Divines Méditations en 1572,.

## Famille
Isabella Markham, née en 1527  à Ollerton, dans le Nottinghamshire en Angleterre, est la fille de Sir John Markham of Cotham et de sa troisième épouse, Anne Strelley. Elle a deux frères : Thomas et William. Thomas époux de Mary Griffin, aura des descendants dont le futur Sir Griffin Markham. William épousera Mary Montagu. La sœur aînée de cette dernière, Frances, était la première épouse d'Henry Babington, dont le fils Anthony Babington qu'il eut avec sa seconde épouse Mary Darcy, sera exécuté pour avoir organisé un complot d'assassinat contre la reine Elizabeth.
Les Markham étaient une ancienne famille dont la lignée agnatique remonte aux Claron, propriétaire du manoir de West Markham au moment de la conquête normande en 1066. Les descendants de Claron ont ensuite pris le nom de Marcham, anglicisé en Markham, et se sont souvent distingués dans l'histoire anglaise à travers les siècles, à l'image de leur ancêtre Claron qui avait servi Edward le Confesseur.

## A la cour d'Elizabeth Ire
Elle rejoint la maison de Lady Elizabeth Tudor, alors âgée de seize ans, comme l'une de ses dames d'honneur, peu avant 1549. Lorsque la princesse est arrêtée en mars 1554 sur les ordres de sa demi-sœur, la reine Mary Ire, pour suspicion de trahison , Markham accompagne la princesse à la Tour de Londres, où son père avait servi comme lieutenant de 1549 au 31 octobre 1551. Pendant son séjour, elle rencontre son admirateur de longue date, le poète et ancien serviteur du roi Henri VIII, John Harington, qui est, lui, emprisonné à la suite d'une lettre qui le lie à la conspiration de Thomas Wyatt contre la Reine Mary. Il est marié à cette époque, à une autre dame de compagnie d'Elizabeth, Ethelreda Malte, une fille illégitime d'Henri VIII, également présente dans la Tour. Il avait été amoureux de Markham quelque temps avant 1549 selon la date de son premier sonnet, quand il s'était souvenu plus tard qu'il avait « d'abord pensé à sa "consœur" alors qu'elle se tenait à la fenêtre de la princesse dans une belle tenue, et parlait aux "dyvers?" dans la cour. » Comme Harington avait déjà été emprisonné dans la Tour du début 1549 jusqu'au printemps 1550 pour complicité dans la trahison de Thomas Seymour, 1er baron Seymour de Sudeley, et son implication dans le complot visant à provoquer un mariage entre le roi Édouard VI et Lady Jane Gray, il est curieux de constater que l'objet de son amour était en fait la fille de son ancien geôlier. Sir John Markham fut le lieutenant de la Tour pendant la période d'incarcération de Harington,.
Elizabeth est transférée au Palais de Woodstock en mai et placée en résidence surveillée mais aucune trace ne mentionne la présence de Markham à ces côtés. En revanche, au retour d'Elizabeth dans sa résidence à Hatfield Palace en octobre 1555, Markham est de nouveau installée dans la maison de la princesse comme l'une de ses six dames de compagnie. Harington, ayant déjà obtenu sa propre liberté en janvier 1555, se rendait fréquemment à Hatfield, où il rencontrait Markham. Il a été mentionné comme ayant déjà été très amoureux d'elle dans les premières années du règne de Marie Ire.
Lors de l’avènement d'Elizabeth sur le trône en 1558 sous le nom d'Elizabeth I, Markham est nommée Dame d'Honneur de la Chambre privée, un poste qu'elle occupe pour le reste de sa vie.

## Muse du poète
Markham, décrite comme ayant possédé une « grande beauté »  inspira Harington à l'écrirture de lettres et à lui rendre hommage dans des poèmes et des sonnets, l'appelant généralement « Sweet Isabella Markham ». Il avait commencé à composer des sonnets dès 1549 alors qu'elle avait 22 ans. L'un d'eux se lit en partie comme suit :
"John Harynton à Isabella Markham", 1549
Question.
Hélas! Je t'aime trop, Myne owne sweete deere delygte!

Pourtant, par respect, je crains de dire

Qu'est-ce qui fait bouger mon spryghte troublé

Qu'est-ce qui fait mon malheur,

qu'est-ce qui engendre mon intelligence,

Quelles blessures myn harte et mynde;

La raison m'empêche d'emparte

Des périls tels que je les trouve." 

## Mariage

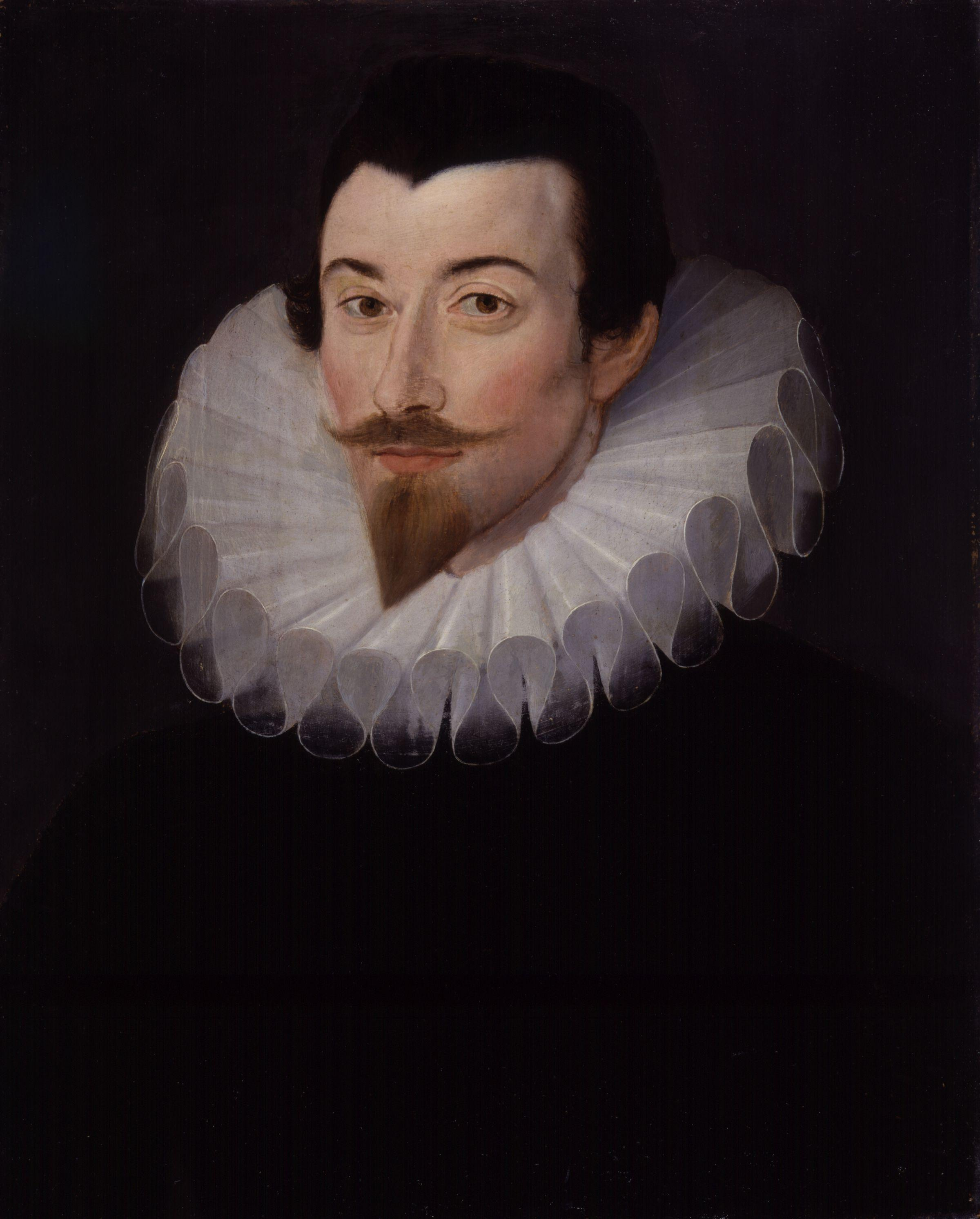
Portrait du fils aîné d'Isabella Markham, Sir John Harington, auteur, filleul de la reine Elizabeth I, et figure éminente de sa cour

En 1559, après la mort de sa première femme Ethelreda Malte, survenue en janvier, Markham épouse Harington, seul héritier des biens considérables de feue Ethelreda. Le mariage reçoit l'approbation de la reine car le couple était tenu en si haute estime qu'Elizabeth devint la marraine du premier enfant nommé Markham, John  le 4 août 1561, aux côtés de Thomas Howard, 4e duc de Norfolk, et William Herbert, 1er comte de Pembroke, en qualité de parrains de l'enfant. Le baptême eut lieu à l'église de All Hallows, London Wall.
Ensemble, Markham et son mari eurent trois enfants :
- Sir John Harington (avant le 4 août 1561 - 20 novembre 1612), auteur, courtisan et inventeur des toilettes à chasse d'eau . Il épousa Mary Rogers (1565-1634), fille de Sir George Rogers et Jane Winter, dont il eut neuf enfants.
- Elizabeth Harington (née vers 1560)
- Francis Harington (1564 - 22 janvier 1639), épouse Jane Baylie

Les trois enfants ont une demi-sœur Hester ou Ester, fille du premier mariage de leur père.
Thomas Palfreyman a dédié ses Divines Méditations à Markham en 1572.
Elle était encore au service de la reine lorsqu'elle mourut le 20 mai 1579 à l'âge de 52 ans. Elle a été inhumée à St. Gregory en la cathédrale Saint-Paul de Londres; son mari sera plus tard inhumé à ses côtés.

## Sources
- Ian Grimble, La famille Harington (1958), St Martin's Press, New York